# دوار الشمس الكوسيكي
دوار الشمس الكوسيكي نوع نباتي يتبع جنس دوار الشمس من الفصيلة النجمية. سمي نسبة إلى مدينة كوسيك في ولاية واشنطن الأمريكية.

## البيئة والانتشار
ينتشر في غرب الولايات المتحدة من شمال ولاية كاليفورنيا شمالاً إلى ولايتي واشنطن وإيداهو.